# Peter Bioly
R.D. Peter Bioly (31. ledna 1879 Suchodaniec – 4. května 1942 Hartheim; oficiální datum úmrtí: 6. července 1942) byl římskokatolický kněz působící v litoměřické diecézi, umučený nacisty za II. světové války.

## Život
Narodil se v místě, kde se podle údajů vratislavské arcidiecéze mluvilo polsky. Na kněze byl vysvěcen 29. června 1908 v Praze. V pražské arcidiecézi působil jako farní vikář na Karlovarsku. Byl kaplanem v Trstěnicích u Mariánských Lázní, později farářem ve Vysoké Libyni, kde byl jmenován osobním děkanem. Od roku 1938 byl farářem v Želči u Žatce. 18. dubna 1940 byl zatčen nacistickými orgány a obviněn z „polské pastorační aktivity“ – tedy ze zpovídání a sloužení mší svatých v polském jazyce. Nejdříve byl umístěn do věznice v Litoměřicích. Dále strávil 18 měsíců v přísné káznici Waldheim u Drážďan, pak byl Gestapem přemístěn do Karlových Varů, kde byl jeho spoluvězněm farář F. X. Plail z Útviny. 5. prosince 1941 byl přemístěn do koncentračního tábora v Dachau, kde dostal číslo 28.813. V koncentračním táboře byl považován za Poláka a podle zpráv jeho spoluvězňů často od vedoucího vězeňského bloku (Blockführer) týrán. Zde nakonec, naprosto vyčerpaný, byl 3. května 1942 poslán do tzv. „transportu invalidů“ do Hartheimu u Lince a 4. května 1942 zavražděn v plynové komoře, která tam byla zřízena v rámci Akce T4. Jeho vězeňské oblečení (s číslem) a dřevěné pantofle byly o dva týdny později poslány zpět do Dachau. Z toho spoluvězni usoudili, že byl s velkou pravděpodobností usmrcen. Litoměřický diecézní schematismus z roku 1944 pak uvedl datum jeho úmrtí 6. července 1942.